# Juan María Villavicencio y de la Serna

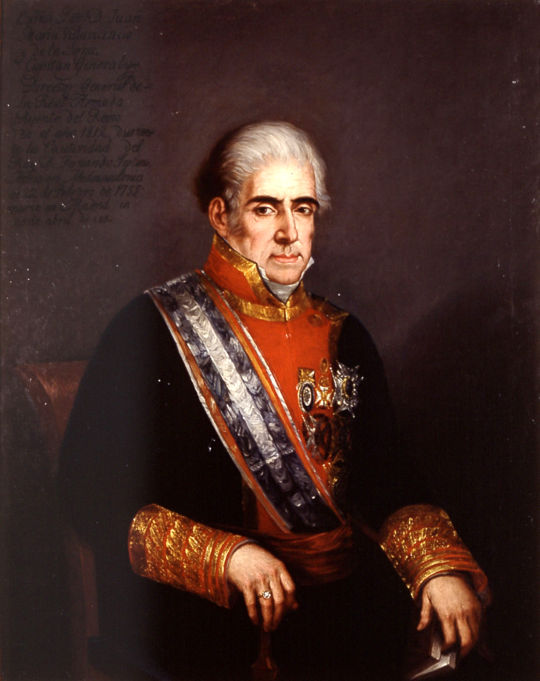
Juan María Villavicencio y de la Serna, por José Gutiérrez de la Vega (Museo Naval de Madrid).

Juan María Villavicencio y de la Serna (Medina Sidonia, 22 de febrero de 1755-Madrid, 25 de abril de 1830) fue un militar y político español, gobernador político y militar de Cádiz y capitán general de la Armada española.

## Biografía
Hijo del Alguacil Mayor de la Real Justicia de Medina Sidonia y Alcaide de su castillo, Antonio Nicolás de Villavicencio y Mendoza, y de su esposa Juana Eustaquia de la Serna y Pareja, estuvo casado con María Antonia Bouligny Marconie, hija de Juan Bouligny, embajador y ministro plenipotenciario en Constantinopla.
En 1769 sentó plaza de Guardiamarina en la Academia de Guardiamarinas de Cádiz. En 1773 tuvo lugar su primera acción bélica contra los corsarios que acechaban Ceuta, Melilla y el Peñón de Vélez de la Gomera. Posteriormente, participó en la batalla de Pensacola. En 1784 tomó parte en la misión diplomática que se enviaría para mejorar las relaciones con la corte del sultán otomano Abdul Hamid I. En 1793 combatió en el fracasado desembarco de Tolón.
Además, fue caballero de la Orden de Alcántara junto a su hermano Rafael, jefe de escuadra de la Real Armada, y su cuñado Dionisio Alcalá-Galiano, Brigadier de la Real Armada, Héroe de Trafalgar.
El 27 de enero de 1812 se creó el tercer Consejo de Regencia durante la marcha de Fernando VII a Bayona, presidido por el neogranadino Joaquín de Mosquera y Figueroa y compuesto por el duque del Infantado, Ignacio Rodríguez de Rivas y Juan María de Villavicencio. Durante este período, coincidente con la Guerra de Independencia española, se forman las Cortes de Cádiz, que acabaron redactando la Constitución española de 1812. Su mandato concluye el 8 de marzo de 1813
En 1815, recibió de manos de Fernando VII la gran cruz de la Orden de Isabel la Católica, la Cruz Laureada de San Fernando y la cruz de la Orden de San Hermenegildo. 
El 6 de junio de 1817 fue promovido al más alto cargo de la jerarquía militar, el de capitán general de la Armada Española. Y también recibió la gran cruz de la Orden de Carlos III.
Desde 1911 sus restos se encuentran enterrados en el Panteón de Marinos Ilustres, en San Fernando.
| Predecesor: -                                    | Capitán General y Director de la Real Armada Española 1817-1830 | Sucesor: Juan Ruiz de Apodaca              |
| Predecesor: Pedro de Alcántara Álvarez de Toledo | Presidente de la Regencia 1812-1813                             | Sucesor: Luis María de Borbón y Vallabriga |